# Meiny Epema-Brugman
Meiny Epema-Brugman (Groningen, 28 november 1930 – Huizen, 26 september 2022) was een Nederlands politica namens de PvdA.
Epema-Brugman werkte in de jaren vijftig en zestig als lerares wiskunde, eerst in Leeuwarden, en later in Arnhem. Haar politieke carrière begon in 1958, toen ze lid werd van de gemeenteraad van Puttershoek. Tevens werd ze lid van het bestuur van de PvdA in die plaats, en later ook van het bestuur van geheel Zuid-Holland, tot 1970.
Na in 1966 na twaalf jaar lidmaatschap de gemeenteraad van Puttershoek te hebben verlaten, werd ze in 1968 lid van de Provinciale Staten, welke ze echter in 1970 weer verliet om lid te worden van de Tweede Kamer. Ze werd woordvoerster economische zaken, milieuhygiëne, en in haar eerste termijn ook van 'Zeeuwse aangelegenheden'.
In 1970 behoorde ze tot de minderheid van haar fractie die vóór de moties-Van der Spek over volkenrechtelijke erkenning van de DDR en erkenning van de Democratische Republiek Vietnam, ofwel Noord-Vietnam, stemde. De moties werden verworpen.
Tijdens de formatie-Den Uyl in 1977 was ze kandidaat voor de post van staatssecretaris van Economische Zaken. Tijdens de formatie in 1981 werd ze gevraagd om staatssecretaris te worden, maar weigerde deze functie toen bleek dat ze enkel gevraagd werd omdat "er zo nodig een paar vrouwen in de regerings-ploeg moesten". Ze bleef lid van de Kamer, waar ze voor de rest van haar periode tweede vicefractievoorzitter was. In 1982 verliet ze de landelijke politiek.
Bij Koninklijk besluit van 30 april 1980 no. 3 werd haar de Inhuldigingsmedaille 1980 toegekend.
- Parlement.com: vg09lledaqq7